# Quetzalcóatl

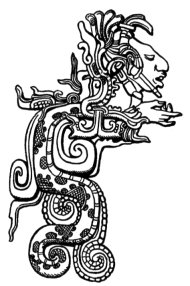
Quetzalcóatl = Kukulcán

Quetzalcóatl (aztekiska: Quetzalcōātl, ”Quetzalfjädrad orm”) var och är en central gudagestalt hos mayafolket i Mexiko. Han framträder i tolteka-, azteka- och mayakonsten som en fjäderorm omgiven av en solskiva och eldslågor, därav sitt namn. Vissa har identifierat honom som Kukulcán ((mayaspråk: k’uk’ulkan, ”befjädrad orm”).
Quetzalcóatlmyten har sitt ursprung bland toltekerna, men den förekom också hos aztekerna som införde den i sin kultur. De trodde att Quetzalcóatl skulle återvända en dag för att frälsa dem. Aztekerna betraktade Quetzalcóatl som den högste guden, sin anfader och civilisationens grundläggare. Han kan möjligen härledas till en historisk gestalt som levde omkring 900 f.Kr.
I berättelserna om honom lämnar han staden Tula, som han själv grundat, och färdas över kontinenten tills han når Mexikanska bukten. Där försvinner han ombord på en flotte byggd av ormar och enligt en version ska han också ha bränt sig själv till döds. Han lämnade Tula efter att hans bror Tezcatlipoca ("spegel med rök") lurat honom med pulque. Han blev full och våldtog sin syster. Han blev så skamsen att han bestämde sig för att lämna Tula med löftet att återvända någon dag.
När den spanske conquistadoren Hernán Cortés landsteg i Mexiko trodde aztekerna att han var Quetzalcóatl. Enligt legenden skulle Quetzalcóatl återvända vid den tiden på året och vara svartklädd. Hernán Cortés landsteg på långfredagen 1519 framför Yucatanhalvön med uppgiften från Kubas guvernör Diego Velázquez att utforska området. Enligt myten var Quetzalcóatl en skäggig lång och till och med vit man (likt Cortés) som lämnat sitt hem på väg till östkusten. Eftersom Cortés landsteg på östra Yucatanhalvön, tolkade aztekerna detta som tecknet på att Quetzalcóatl hade återvänt. Att Cortés sågs som en gud hjälpte honom att besegra aztekerna.  
Quetzalcóatl har fått ge namnet åt en förhistorisk gigantisk flygödla, Quetzalcoatlus, samt åt det flygande reptilmonstret i filmen Q – The Winged Serpent(en),  Quetzalcóatl.